# Philipp IV. (Falkenstein)
Philipp IV. von Falkenstein (* um 1282 oder um 1287; † nach 1328) war ein Adliger des Hauses Falkenstein.

## Familie
Philipp IV. von Falkenstein war ein Sohn von Philipp II. von Falkenstein und dessen Ehefrau Wildgräfin Gisela von Kyrburg. Über seine drei Ehefrauen und seine Nachkommen ist folgendes bekannt:
1. Ehe (Hochzeit vor dem 17. September 1299) mit Elsa von Ziegenhain (* unbekannt, † vor 1304), einer Tochter von Ludwig II. von Ziegenhain
- Bechte von Falkenstein / Fye von Falkenstein (* vor 1304, † nach 1333)

2. Ehe (Hochzeit vor 1304) mit Adelheid von Rieneck (* um 1286, † nach dem 10. Oktober 1313), einer Tochter von Thomas von Rieneck († 1292) und Bertha von Katzenelnbogen († 1307)
- Bertha von Falkenstein (* unbekannt, † zwischen dem 9. August 1342 und dem 31. Dezember 1342), verheiratet mit Reinhard I. von Westerburg († um 1353)
- Elisabeth von Falkenstein (* unbekannt, † 1. September 1328)

3. Ehe (Hochzeit nach dem 10. Oktober 1303) mit Johanna von Saarwerden (* unbekannt, † nach 1347), einer Tochter von Graf Johann (Saarwerden) (* um 1278, † um 1310)
- Philipp V. von Falkenstein, Herr zu Münzenberg & Laubach (* unbekannt, † 10. April 1343): Heirat mit Elisabeth von Hanau vor 1329
- Johann I. von Falkenstein, Herr zu Münzenberg (* unbekannt, † 26. August 1365)
- Schonette von Falkenstein (* unbekannt, † 16. September 1370): Nonne im Kloster Padenhausen
- Katharina von Falkenstein (* unbekannt, † 16. September 1370): Nonne im Kloster Padenhausen
- Margareta von Falkenstein (* unbekannt, † nach 1389): Nonne im Kloster Padenhausen
- Agnes von Falkenstein (* um 1314, † nach 1376): Heirat mit Gottfried VII. (Ziegenhain) vor dem 27. März 1349
- Kuno II. von Falkenstein, Herr zu Münzenburg (* 1320, † 21. Mai 1388): Erzbischof und Kurfürst in Trier (1362 bis 1388)